# Мурясова, Альфия Ахатовна
Альфия Ахатовна Мурясова (в девичестве Хасанова; 3 октября 1988, Уфа) — российская легкоатлетка, чемпионка и обладательница Кубка России. Специализируется на средних и длинных дистанциях (1500 м, 5000м). Мастер спорта России (2009).

## Биография
Воспитанница СДЮСШОР № 21 по легкой атлетике и Башкирского института физической культуры (БИФК). Представляет Башкортостан и спортивное общество «Динамо», представляла также Московскую область. Тренер — Арефьев Виталий Степанович.
На дистанции 5000 м побеждала в Кубке России 2013 года с результатом 15:20.42. В 2012 году заняла второе место на командном чемпионате России на дистанции 1500м и завоевала бронзу на чемпионате России 2012 года в помещении на дистанции 1500 м. В 2011 году завоевала бронзу чемпионата России в забеге на 5000 м.
Становилась чемпионкой России в эстафете 4×1500 м в составе сборной Башкортостана в 2014 и 2016 годах. В 2009 и 2010 годах в этой дисциплине была второй, а в 2017 году стала третьей.
Принимала участие в международных соревнованиях. Трехкратная участница Универсиады, в том числе стартовала на Универсиаде-2013 в Казани на дистанции 5000 м, но не дошла до финиша. Четырёхкратный серебряный призёр чемпионатов Европы по кроссу среди юниоров и молодёжи в командном зачёте (2006, 2007, 2009, 2010).
До 2012 года выступала под фамилией Хасанова. Училась в Уфимском юридическом институте МВД России, по состоянию на 2016 год носила звание капитана полиции.